# Royal College of Defence Studies
Royal College of Defence Studies (RCDS), før 1970 Imperial Defence College, er et engelsk, internationalt kendt forsvarsakademi, hvis formål er at uddanne og udvikle højtstående officerer, embedsmænd, diplomater og politifolk fra Storbritannien og andre lande ved at give de studerende en lederuddannelse med vægten lagt på udvikling af deres analytiske evner, styrke deres kendskab til militært forsvar og international sikkerhed samt strategiske gøremål.

## Ekstern henvisning
- RCDS hjemmeside (engelsk) Arkiveret 24. februar 2009 hos  Wayback Machine

| Militær | Spire Denne artikel om militær er en spire som bør udbygges. Du er velkommen til at hjælpe Wikipedia ved at udvide den. |

51°29′57″N 0°09′05″V / 51.499142°N 0.151422°V